# The Moon Invaders
The Moon Invaders est un groupe belge de ska et rocksteady, originaire de Wallonie. Après plusieurs noms et différentes compositions du groupe, le nom actuel est adopté en 2001.

## Histoire
Le groupe est formé en 2001, et sort un premier EP 5 titres l'année suivante, en 2002, intitulé First Wave. En 2003, The Moon Invaders sortent leur premier album éponyme, enregistré avec Victor Rice. Sorti en 45 tours, il contient notamment les morceaux Fool Again, Shame and Sorrow, Besides, et Devil In Disguise, et est influencé par le ska et le rocksteady « sous l'influence de formations telles que les Skatalites ou The Slackers ».
Au cours de son existence, The Moon Invaders ont principalement joué en Allemagne du fait que la scène y est très développée. En parallèle, certains des membres forment en 2006, un groupe de early reggae nommé The Caroloregians.
En 2005 sort l'album Breakin' Free, puis Moovin 'n' Groovin en 2007, tous les deux produits une nouvelle fois par Victor Rice,. En 2010 sort l'album live Live at the AB Club, enregistré à Bruxelles aux côtés de Channel Zero. En 2011, le groupe sort l'album The Fine Line, dont les morceaux ont été écrits en 1969, et sont musicalement influencés par la soul, le funk, la musique latine, le jazz et en partie le roots reggae. 
En 2022, The Moon Invaders sort un album collaboratif avec The Upsessions intitulé Ride on Donkey / Walk Don't Run en 2022, au label Babasonic Records, fondé en 2017.

## Membres

### Membres actuels
- David Loos – saxophone ténor
- Matthew Hardison – chant
- Michaël Bridoux – guitare
- Nicolas « Nico » Léonard – batterie
- Pierre Haegeli

### Anciens membres
- Thomas Hardison – chant, percussion, mélodica
- Manghi Murinni – trombone
- Rolf Langsjoen – trompette
- Sergio F. Raimundo – clavier
- Arnaud Pemmers – guitare basse
- Sébastien Vanhoey – son

## Discographie
- 2002 : First Wave (EP 5 titres) (avril 2002)
- 2003 : The Moon Invaders (album studio, produit par Victor Rice)
- 2004 : Breakin' Free (produit par Victor Rice) (octobre 2005)
- 2007 : Moovin 'n' Groovin' (produit par Vic Ruggiero) (novembre 2007)
- 2007 : Can't Keep a Good Man Down (45 tours)
- 2010 : Creole Crime (45 tours)
- 2010 : Live at the AB Club (album live, enregistré à Bruxelles)
- 2010 : Moon Invaders vs. Caroloregians - Hot Blood in Cold Weather (compilation)
- 2011 : The Fine Line (album studio)
- 2021 : The Moon Invaders vs. The Upsessions - Ride on Donkey / Walk Don't Run (Badasonic Records)